# Vessalico
Vessàlico (Vesarco in ligure) è un comune italiano di 285 abitanti della provincia di Imperia in Liguria.

## Geografia fisica
Il borgo di Vessalico è ubicato nella media valle Arroscia, lungo la sponda sinistra dell'omonimo torrente, e alle pendici del monte Frascinello (1120 m). Altra vetta del territorio vessalcese la Punta Alto (1082 m).
Il livello di altitudine del territorio vessalcese varia da un'altezza minima di 197 m sul livello del mare al dato massimo di 1208 m.

## Storia

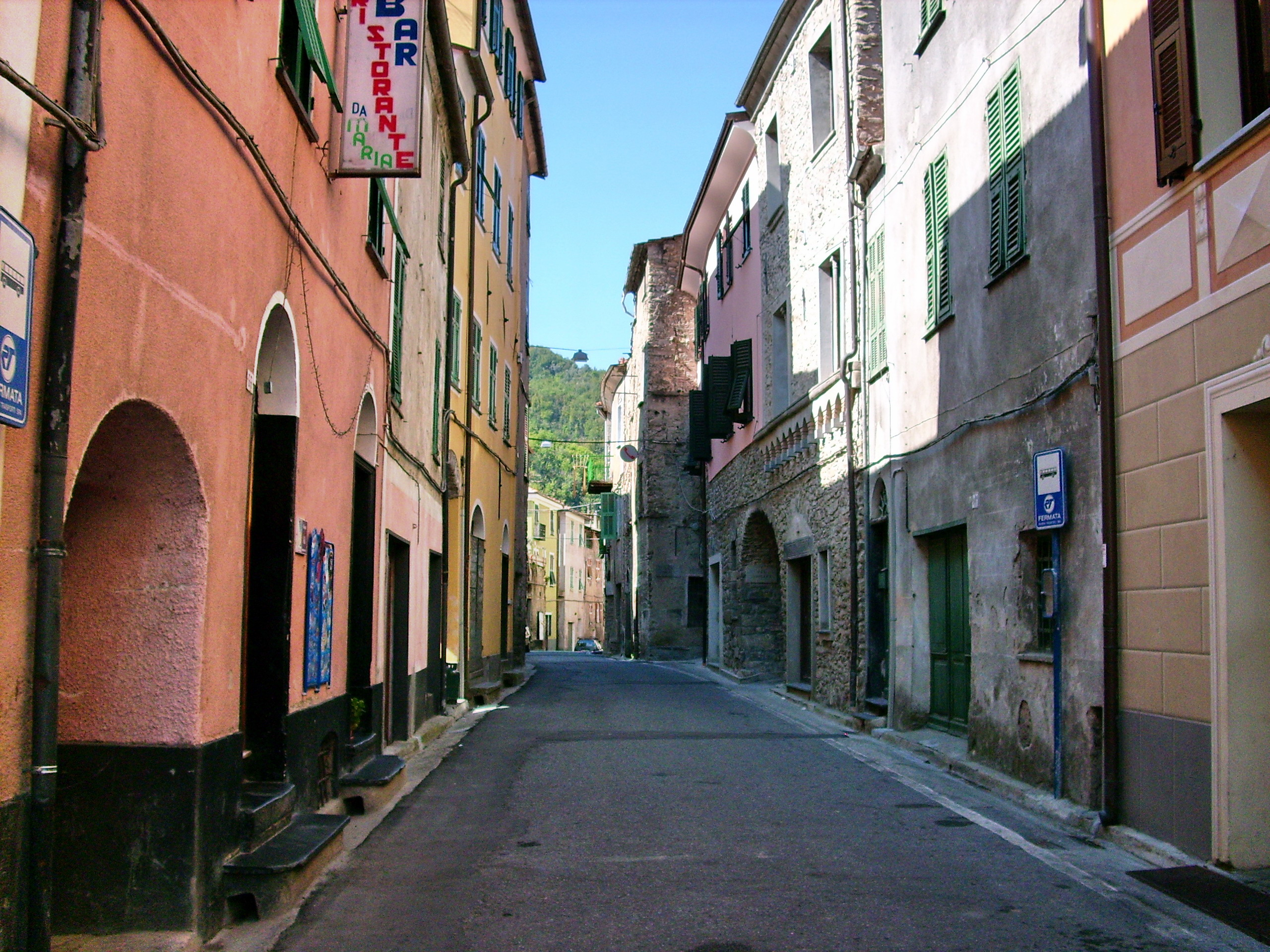
Il centro storico

Una tradizione storica locale colloca al 1100 la fondazione di un primitivo borgo ad opera degli abitanti che anticamente dimoravano in questa zona della media valle Arroscia e che, per un'imposizione data dai feudatari del luogo, decisero di riunirsi in un nuovo nucleo abitato lungo la sponda sinistra dell'omonimo torrente.
Già in epoca protostorica, però, il territorio fu abitato da tribù locali affiliate ai Liguri Epanteri che dovettero intorno al 180 a.C. soccombere all'avanzata dei Romani; fu l'Impero ad edificare in zona un accampamento-fortificazione per contrastare l'avanzata dal fondovalle dei Liguri Ingauni.
Alla caduta dell'Impero romano d'Occidente (476) anche il territorio di Vessalico fu interessato dalle invasioni barbariche, a cui seguirono le dominazioni da parte dei Longobardi - nel 643 - e dei Franchi fino all'888.
Saccheggiato e devastato dagli assalti dei Saraceni tra i secoli IX e X, il borgo entrò a far parte della Marca Arduinica e, dal 974 su iniziativa dell'imperatore Ottone II, nella giurisdizione del Marchesato di Ceva. Nel 1094 Bonifacio del Vasto prese il possesso di questa parte di territorio della media valle Arroscia che, a partire dal 1151, entrò stabilmente tra i domini dei marchesi di Clavesana. A questo periodo storico risalirebbe la fondazione del borgo del Ponte Nuovo, citato nella leggenda popolare in merito alla primitiva fondazione di Vessalico, un insediamento ben organizzato e che nacque in un punto strategico e di passaggio delle merci da e per la valle Arroscia, tanto che brevemente fece scattare l'interesse di Genova per questo territorio che pure difese inviando soldati nelle rivolte dei valligiani del 1203 e del 1234 contro i signorotti locali.

Il campanile della parrocchiale di Santa Maria Maddalena di Vessalico

Nel 1233, assieme ad altre popolazioni della valle, partecipò alla fondazione del nuovo centro di Pieve di Teco che successivamente divenne il capoluogo dell'omonimo mandamento, sotto la giurisdizione della Repubblica di Genova, di cui pure Vessalico ne fece parte assieme ad altri quindici borghi. Pieno possesso genovese dal XVI secolo, ne seguì le sorti sino agli eventi napoleonici di fine Settecento.
Con la dominazione francese il territorio vessalcese rientrò dal 2 dicembre 1797 all'interno della Repubblica Ligure. Dal 28 aprile del 1798 fece parte del VIII cantone, con capoluogo Pieve di Teco, della Giurisdizione di Centa e dal 1803 centro principale del III cantone di Pieve nella Giurisdizione degli Ulivi. Annesso al Primo Impero francese dal 13 giugno 1805 al 1814 venne inserito nel Dipartimento di Montenotte.
Nel 1815 il territorio fu inglobato nel Regno di Sardegna, così come stabilì il Congresso di Vienna del 1814, e successivamente nel Regno d'Italia dal 1861. Dal 1859 al 1926 il territorio fu compreso nel V mandamento di Pieve di Teco del circondario di Porto Maurizio facente parte della provincia di Porto Maurizio (poi provincia di Imperia, dal 1923). Nel 1929 subisce gli ultimi aggiustamenti ai confini amministrativi con l'annessione del borgo di Siglioli, quest'ultima frazione fino a quell'anno del soppresso comune di Cartari e Calderara (rispettivamente frazioni odierne di Cesio e di Pieve di Teco).
Durante le fasi cruciali della seconda guerra mondiale vi fu un'intensa attività partigiana che operò assieme ad alcuni distaccamenti della I Brigata "Silvio Bonfante". Nel particolare fu il partigiano Rajmond Rossi ("Ramon") a far saltare nella notte del 6 ottobre 1944 il ponte di Borghetto d'Arroscia allo scopo di interrompere i collegamenti stradali, in previsione di uno scontro che poi avvenne nei pressi di Vessalico, delle varie colonne di soldati tedeschi dimoranti nella valle.

### Simboli
Stemma
Gonfalone

Lo stemma e il gonfalone sono stati concessi con decreto del presidente della Repubblica del 2 marzo 2007.

## Monumenti e luoghi d'interesse

La chiesa parrocchiale di Santa Maria Maddalena

### Architetture religiose
- Chiesa parrocchiale di Santa Maria Maddalena a Vessalico, in stile barocco.
- Oratorio della Visitazione a Vessalico, del XVII secolo, detto anche della Madonna del Ponte.
- Chiesa di Sant'Andrea apostolo nella frazione di Lenzari. Costruita nel XII secolo, in stile romanico, è stata recentemente restaurata.
- Cappella della Presentazione della Vergine nella frazione di Lenzari.
- Chiesa di San Matteo nella frazione di Siglioli.
- Cappella dell'Assunta nella frazione di Siglioli.

## Società

### Evoluzione demografica
Abitanti censiti

### Etnie e minoranze straniere

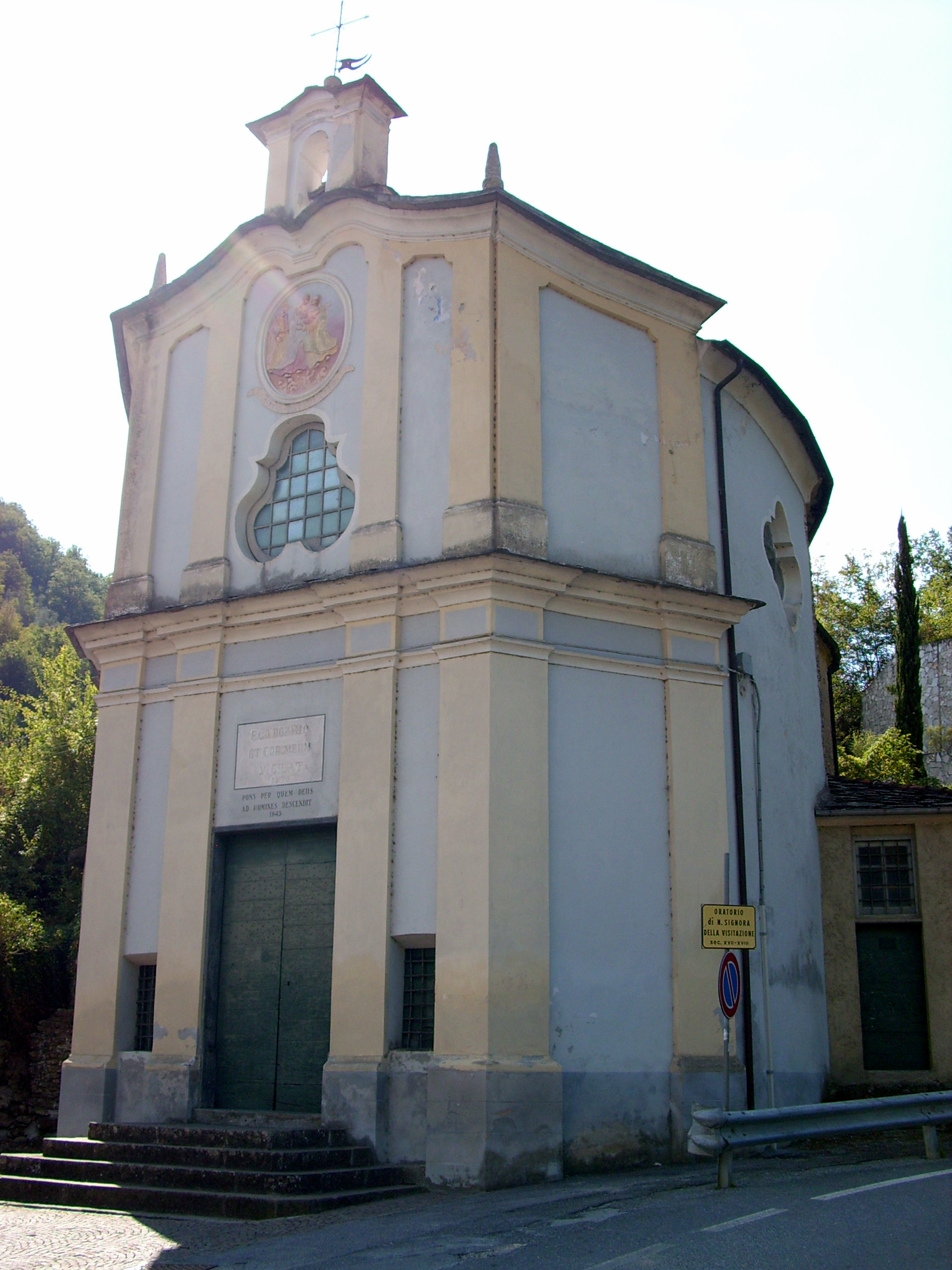
L'oratorio della Visitazione

Secondo i dati Istat al 31 dicembre 2019, i cittadini stranieri residenti a Vessalico sono 58.

## Cultura

### Eventi
- Fiera dell'aglio. Si tiene ogni anno, dal 1400 circa, tradizionalmente il 2 luglio, ma all'occorrenza viene spostata al week-end più vicino. È il più importante evento per la promozione e la vendita dell'aglio di Vessalico, riconosciuto a livello europeo e con un preciso e categorico disciplinare di produzione. Oltre all'aglio la fiera ospita un tradizionale mercato del bestiame che, negli anni, ha visto ridurre la sua importanza.

## Geografia antropica
Il territorio comunale è costituito, oltre il capoluogo, dalle frazioni di Lenzari, Perinetti e Siglioli per una superficie territoriale di 10,46 km².
Confina a nord con il comune di Borghetto d'Arroscia, a sud con Cesio, ad ovest con Pieve di Teco e ad est con Borghetto d'Arroscia e Casanova Lerrone (SV).

## Economia
La principale risorsa economica del comune è legata all'agricoltura, specie nella coltivazione della vite e dell'olivo.

## Infrastrutture e trasporti

### Strade
Il territorio di Vessalico è attraversato principalmente dalla strada statale 453 della Valle Arroscia che gli permette il collegamento stradale con Borghetto d'Arroscia, ad est, e Pieve di Teco ad ovest.

## Amministrazione

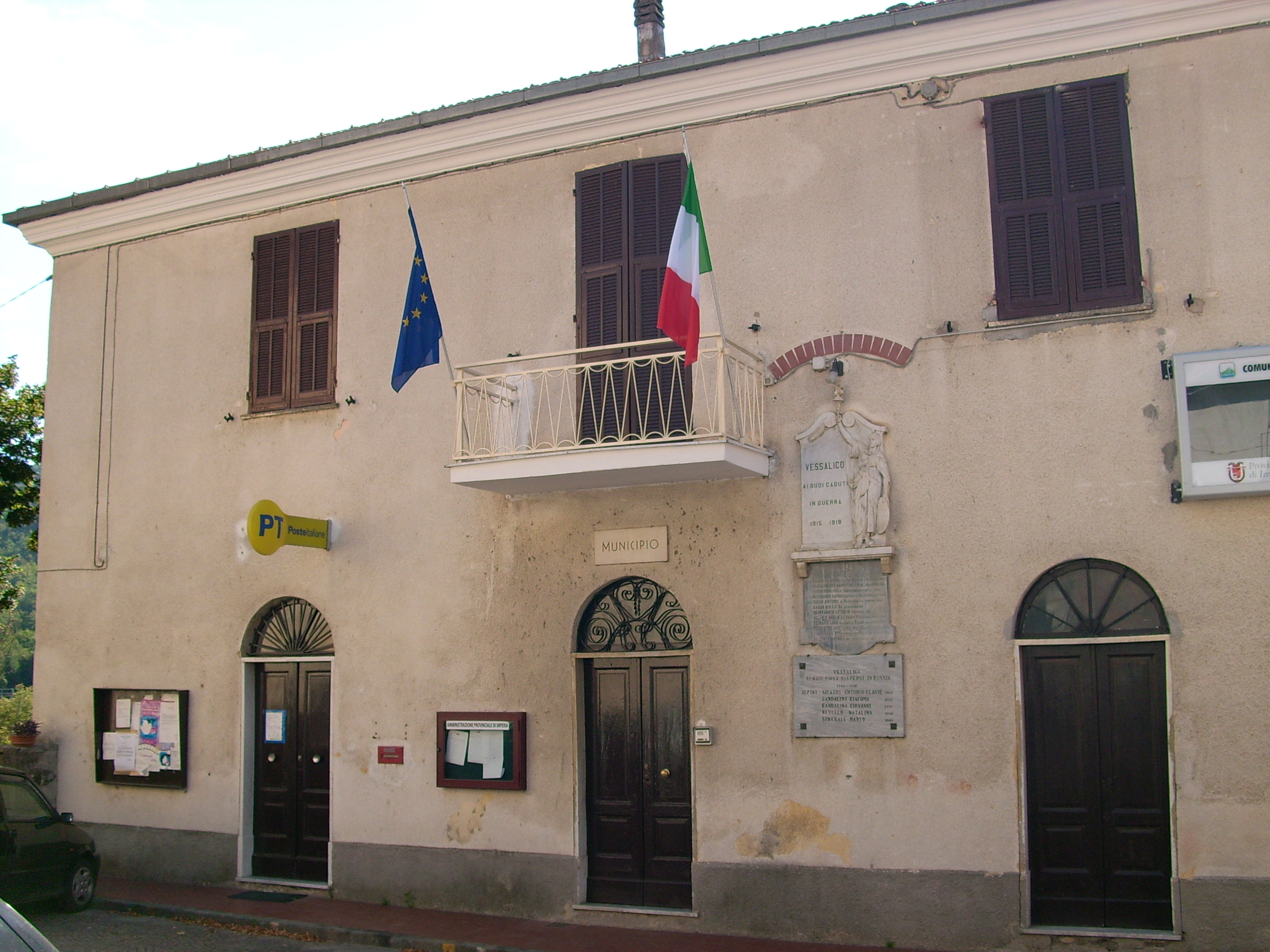
Il municipio

| Periodo        | Periodo        | Primo cittadino    | Partito                              | Carica  | Note |
| -------------- | -------------- | ------------------ | ------------------------------------ | ------- | ---- |
| 31 maggio 1985 | 4 giugno 1990  | Tullio Anfosso     | Democrazia Cristiana                 | Sindaco |      |
| 4 giugno 1990  | 24 aprile 1995 | Tullio Anfosso     | Partito Democratico della Sinistra   | Sindaco |      |
| 24 aprile 1995 | 14 giugno 1999 | Tullio Anfosso     | lista civica di centro-sinistra      | Sindaco |      |
| 14 giugno 1999 | 14 giugno 2004 | Tullio Anfosso     | Unione Democratica                   | Sindaco |      |
| 14 giugno 2004 | 8 giugno 2009  | Giovanni Gandalini | lista civica                         | Sindaco |      |
| 8 giugno 2009  | 26 maggio 2014 | Giovanni Gandalini | Insieme per Vessalico (lista civica) | Sindaco |      |
| 26 maggio 2014 | 26 maggio 2019 | Paola Giliberti    | Vivere Vessalico (lista civica)      | Sindaco |      |
| 27 maggio 2019 | 10 giugno 2024 | Paola Giliberti    | Vivere Vessalico (lista civica)      | Sindaco |      |
| 10 giugno 2024 | in carica      | Flavio Manfredi    | Per Vessalico insieme (lista civica) | Sindaco |      |

### Altre informazioni amministrative
Vessalico fa parte dell'Unione dei comuni dell'Alta Valle Arroscia.